# Go-Nijo
Imperador Go-Nijo (後二条天皇, [[[1285]] — 1308] Erro: {{japonês}}: texto da transliteração contém caractere não latino (pos 19) (ajuda)) foi o 94º imperador do Japão, na lista tradicional de sucessão.

## Vida
Antes de sua ascensão ao Trono do Crisântemo seu nome pessoal era Kuniharu. Era o filho mais velho do Imperador Go-Uda. E pertencia ao ramo Daikakuji-in da Família Imperial. Sua mãe foi Horikawa (Minamoto) Motoko
Kuniharu foi nomeado príncipe herdeiro em 1296.  Em 1301, no 5º ano do reinado de Go-Fushimi, o imperador, que pertencia ao ramo Jimyōin, foi forçado a abdicar; e a sucessão foi recebida por seu primo em segundo grau Kuniharu, que se tornou o Imperador Go-Nijō . Go-Nijō reinou de 1301 a 1308. Durante esse período Go-Uda governou o reino como imperador em clausura.
A disputa pela sucessão entre os ramos Daikakuji e Jimyōin da Família Imperial continuou durante o seu reinado. Seu avô, Kameyama teve que intervir junto ao Bakufu para garantir a entronização de Go-Nijō.
A questão do próximo príncipe herdeiro levou mais de um ano para ser resolvida. Em conformidade com o princípio da alternância informal, Tomihito, irmão mais novo de Go-Fushimi e, portanto, um membro do ramo Jimyōin, foi nomeado Príncipe herdeiro, no oitavo mês de 1302.
Em 10 de setembro de 1308, Go-Nijō morreu atacado por uma fulminante doença. Ele é tradicionalmente venerado em um memorial no santuário xintoísta em  Sakyo-ku, Quioto. A Agência da Casa Imperial designa este local como Kitashirakawa no misasagi.

## Daijō-kan
- Kampaku, Nijō Kanemoto, 1301 - 1305
- Kampaku, Kujō Moronori, 1305 - 1308
- Daijō Daijin, Tsuchimikado Sadazane, 1301 - 1302
- Daijō Daijin, Tokudaiji Kimitaka, 1302 - 1305
- Daijō Daijin, Ichijō Saneie, 1307 - 1308
- Sadaijin, Kujō Moronori, 1301 - 1306
- Sadaijin, Takatsukasa Fuyuhira, 1306 - 1308
- Udaijin, Tokudaiji Kimitaka, 1301 - 1302
- Udaijin, Takatsukasa Fuyuhira, 1302 - 1306
- Udaijin, Konoe Iehira, 1306 - 1308
- Naidaijin, Takatsukasa Fuyuhira, 1301 - 1302
- Naidaijin, Ichijō Uchisane, 1302 - 1304
- Naidaijin, Konoe Iehira, 1305 - 1306
- Naidaijin, Ichijō Saneie, 1306 - 1307
- Naidaijin, Nijō Michihira, 1307 - 1308